# Czternastozgłoskowiec anapestyczny
Czternastozgłoskowiec anapestyczny (czterostopowiec anapestyczny hiperkatalektyczny w średniówce i klauzuli) – format wiersza sylabotonicznego, w którym akcenty padają na sylaby trzecią i szóstą obu członów składowych. Ponieważ w wierszu polskim przeważa klauzula żeńska, anapesty regularnie przyjmują hiperkataleksę
Czternastozgłoskowiec anapestyczny występuje przede wszystkim w strofie mickiewiczowskiej, czyli czterowierszu 14(7a+7a)/10b/14(7c+7c)/10b.(. Mickiewicz użył tej zwrotki w balladach Czaty i trzech budrysów.
Z ogrodowej altany wojewoda zdyszany
Bieży w zamek z wściekłością i trwogą.
Odchyliwszy zasłony, spojrzał w łoże swej żony
Pójrzał, zadrżał, nie znalazł nikogo.
(Czaty)
Nie wszyscy badacze wiersza polskiego (w tym Kazimierz Budzyk i Julian Krzyżanowski) uznają realne istnienie anapestu w naszej poezji. Adam Ważyk, poeta i wersolog, pisał wprost: "Strofa Mickiewiczowska" składa się z peonów wymienionych na trocheje i z amfibrachów.
Przykładem konsekwentnie użytego czternastozgłoskowca anapestycznego jest wiersz Kazimierza Tetmajera Melodia mgieł nocnych:
Cicho, cicho, nie budźmy śpiącej wody w kotlinie,
lekko z wiatrem pląsajmy po przestworów głębinie...
Okręcajmy się wstęgą naokoło księżyca,
co nam ciała przezrocze tęczą blasków nasyca,
i wchłaniajmy potoków szmer, co toną w jeziorze,
i limb szumy powiewne, i w smrekowym szept borze,
pijmy kwiatów woń rzeźwą, co na zboczach gór kwitną,
Dźwięczne, barwne i wonne, w głąb wzlatujmy błękitną.
Natomiast Bolesław Leśmian anapestycznego czternastozgłoskowca użył w balladzie Dąb.
A gdy śpiew mu uderzył durem leśnym do głowy,
Grał wszystkimi jarami wszystkie naraz parowy!
Aż ten ołtarz zlękniony, gdzie wyzłota się święci,
Chciał już runąć na ziemię, lecz potłumił swe chęci.
A on wpodłuż organy, stare miażdżąc im koście,
Porozpędzał swe dłonie, jak te nogi po moście,
I rozwiawszy tłum dźwięków po pieśniowym rozłogu,
Wygrzmiał z miechów to wszystko, co las myśli o Bogu!